# Незнайка на Луне
«Незнайка на Луне» — сатирический роман-сказка советского писателя Николая Носова из серии о приключениях Незнайки с элементами научной фантастики. Это третья и заключительная часть трилогии романов Носова о Незнайке после произведений «Приключения Незнайки и его друзей» (1953—1954) и «Незнайка в Солнечном городе» (1958). Впервые роман публиковался по частям в журнале «Семья и школа» в 1964—1966 годах. Отдельным изданием книга вышла в издательстве «Детская литература» в 1965 году и была первой книгой, иллюстратором которой стал Генрих Вальк (предыдущие две были проиллюстрированы Алексеем Лаптевым).
В отличие от предыдущих двух книг, в этой Носов не называет героев «малыши» и «малышки», а только «коротышки», и внешний вид и поведение большинства персонажей книги больше характерны для взрослых. Также, несмотря на название романа, Незнайка является только одним из главных героев.
По мотивам книги в 1997—1999 годах на российской киностудии FAF Entertainment по сценарию Владимира Голованова и Сергея Иванова был снят одноимённый мультфильм.

## Сюжет
Действие происходит спустя два с половиной года после событий, описанных в книге «Незнайка в Солнечном городе». Знайка вместе с Фуксией и Селёдочкой из Солнечного города совершает полёт на Луну, откуда привозит образец лунной породы. Также Знайка выдвигает гипотезу, что на Луне когда-то была атмосфера и жили коротышки, но из-за исчезновения кислорода на поверхности были вынуждены переселиться внутрь Луны, которая является полой.
Однажды Знайка случайно обнаруживает, что при контакте привезённого им лунного камня с магнитом искусственно возникает невесомость. Благодаря этому изобретению рождается новый, гораздо более масштабный проект нового полёта на Луну — ведь в экспедицию можно взять значительно больше груза и членов экипажа, которые при этом ничего не будут весить.
Пока идёт строительство новой ракеты, Незнайка без спроса берёт прибор невесомости и чуть не топит его в реке. В наказание Знайка исключает Незнайку из членов экспедиции. Последний, желая попасть на Луну, подговаривает Пончика, который тоже не попал в список членов экипажа, накануне отлёта тайком проникнуть в ракету и там спрятаться. Пончик, передумав лететь на Луну и решив выбраться из ракеты, случайно запускает программу полёта.
Прилетев на поверхность Луны, Незнайка и Пончик обследуют одну из пещер. Незнайка поскальзывается и проваливается в тоннель, откуда попадает в мир лунных коротышек под поверхностью Луны — в город Давилон. Оказавшись в новом мире и не зная местные реалии (начиная с понятий денег и заканчивая частной собственностью), Незнайка не может адаптироваться в новом мире и постоянно попадает в неприятные ситуации.
Оказавшись в тюремной камере за невозможность расплатиться в кафе, Незнайка знакомится там с безработным коротышкой Козликом и мелким аферистом Мигой.
После выхода из тюрьмы Мига знакомит Козлика и Незнайку с владельцем оружейного магазина, Жулио. Выслушав историю Незнайки, все четверо начинают обсуждать перспективы выращивания на Луне земных растений, семена которых остались в ракете на поверхности Луны — земные растения значительно больше тех, что растут под поверхностью Луны.
Для сбора средств на сооружение летательного аппарата, способного достичь внешней поверхности Луны, они основывают акционерное общество под названием «Общество гигантских растений», акции которого обеспечены будущими паями добытых семян. Мига и Жулио раскручивают факт прибытия Незнайки как космонавта в СМИ и дают наружную рекламу, а акции компании хорошо продаются.
Эта деятельность тревожит местных монополистов, которым появление гигантских растений грозит разорением. Их лидер Спрутс, крупнейший латифундист и владелец текстильных и сахарных фабрик, предлагает огромную взятку Миге и Жулио в обмен на закрытие предприятия. Мига и Жулио, будучи низкоморальными и беспринципными типами, соглашаются и сбегают со всеми вырученными за акции деньгами, бросив Незнайку и Козлика на произвол судьбы. Те вынуждены спасаться бегством от разъярённых акционеров.
Не имея средств к существованию, они вынуждены скитаться в поисках работы и жилья, пробиваясь случайными заработками. В ходе злоключений Незнайка теряет ботинки, а Козлик лишается шляпы — отсутствие этих элементов одежды в подлунном мире является правонарушением, за которое полагается ссылка на так называемый Дурацкий остров. Это зловещее место, где, по слухам, коротышки под воздействием вредного воздуха со временем превращаются в баранов и овец. Однажды во время полицейской облавы Козлика и Незнайку вместе с группой бездомных под мостом ловят и ссылают на Дурацкий остров.
В это время Пончик, оставшийся в ракете на поверхности Луны, съедает годовой запас провианта за четверо с половиной суток. Отправившись на поиски пищи, Пончик через пещеру попадает внутрь Луны, но вследствие вращения «внутренней Луны» (лунного ядра) оказывается в другом месте.
В отличие от Незнайки, Пончик, как более осторожный и практичный коротышка, быстро усваивает суть товарно-денежных отношений. Ему с самого начала везёт, поскольку он открывает новую нишу рынка — продажу поваренной соли (оказалось, что лунные жители не знают соли). Пончик быстро богатеет, но вскоре разоряется, не выдержав конкуренции с местными капиталистами, которые тоже освоили добычу соли. Потеряв всё, Пончик вынужден работать «крутильщиком» в парке аттракционов. Эта работа очень тяжёлая и изнурительная.
На Земле Знайка, обнаружив исчезновение ракеты, а также Незнайки и Пончика, понимает, что произошло, и организовывает строительство нового космического аппарата для полёта на Луну. Прибыв на лунную поверхность, Знайка и его друзья обнаруживают следы Незнайки и Пончика и понимают, что они попали внутрь Луны. Сумев протащить свою ракету через пещеру, космонавты прибывают в подлунный мир.
Монополисты во главе со Спрутсом не желают видеть гостей с Земли, предполагая от них угрозу себе, и натравливают на земных коротышек полицию. Знайка нейтрализует полицейских с помощью прибора невесомости. Коротышки-земляне раздают беднякам семена гигантских растений и делятся с ними приборами невесомости.
Это запускает процесс социальной революции: благодаря гигантским растениям с Земли наступает продовольственное изобилие, рабочие захватывают предприятия, крупный бизнес разоряется, полиция, охранявшая капиталистический строй, разбегается. В конце концов, Знайка находит Пончика, а затем на Дурацком острове — и Незнайку.
Коротышки-земляне вынуждены срочно возвращаться домой, чтобы спасти серьёзно заболевшего от тоски по Земле Незнайку. Однако накануне отлёта на Землю разорившиеся монополист Спрутс и торговец оружием Жулио, желая отомстить землянам, взрывают их ракету, используя для этой гнусной цели динамит.
Коротышки принимают решение подняться на поверхность Луны в одних скафандрах, у которых есть пропеллеры, чтобы воспользоваться ракетой, на которой прилетели Незнайка и Пончик. Путь назад проходит благополучно и Незнайка, сделав несколько шагов по Земле, окончательно приходит в себя и тут же предлагает «снова отправляться куда-нибудь в путешествие».

## Оценки
Писатель Сергей Лукьяненко считает, что «вся „трилогия о Незнайке“ является уникальной, редчайшей
удачей современной детской сказки», в особенности отмечая книгу «Незнайка на Луне»: «Приключения, характеры, знания, мораль — всё было вложено в книгу, и так легко и органично — что ни одному ребёнку и в голову не приходило, что его не просто развлекают, его учат…»
Обозреватель интернет-журнала ШколаЖизни.ру Сергей Курий назвал книгу «курсом занимательной капиталистической политэкономии для советского ребенка», в котором такие понятия, как акции, монополии, реклама, биржа и многие другие, подаются Носовым «внятно, убедительно и интересно». Курий также отмечает иносказательность и талантливую иронию в книге, которые делают этот политический памфлет, пронизанный сатирой на западный капитализм того времени, одним из самых удачных в советской литературе, потому что «читатель ни на минуту не воспринимает его простой „агиткой“».
Киргизский политолог Эсен Усубалиев считает, что роман Носова направлен на распространение идей коммунизма. При этом в подкасте «Между строк» на радио «Sputnik Кыргызстан» политолог замечает в отношении книг писателя, что «подтекст не отражается на их качестве», поскольку «в противовес капиталистическим ценностям ставятся доброта, дружба и взаимовыручка, а эти ценности нерушимы при любом строе».
Проводя параллели между романом Носова и Россией после распада СССР, писатель Станислав Минаков замечает: «Писатель предвосхитил реальность, в которой мы оказались после 1991 года».
Редактор сайта «Просто работа» Александр Шестаков назвал роман Носова пугающей антиутопией, не уступающей романам «О дивный новый мир» и «1984».